# Савалеево (Татарстан)
Савале́ево — село в Заинском районе Татарстана. Административный центр Савалеевского сельского поселения.

## География
Находится в восточной части Татарстана на расстоянии приблизительно 24 км на юг по прямой от железнодорожной станции Заинск.

## История
Основано во второй половине XVII века. В 1889 году освящена была Троицкая церковь.

## Население
Постоянных жителей было: в 1859—528, в 1897—1169, в 1913—1260, в 1920—1298, в 1926—1171, в 1938—1119, в 1949—971, в 1958—1115, в 1970—1235, в 1979—962, в 1989—849, в 2002—943 (татары 91 %, фактически кряшены), 964 в 2010.

## Уроженцы
- Матвеев, Стефан Матвеевич — протоиерей, этнограф, редактор кряшенской газеты «Дус».